# Geza L. Weisz
Geza L. Weisz, eigentlich Géza Weisz, auch Geza L. Weiss, Geza Weiss, Géza L. Weiss, Géza L. Weisz, Geza L. Weiß und Geza von Weiß, (geboren 16. Februar 1904 in Berlin; gestorben 6. Juni 1944 im KZ Auschwitz) war ein deutscher Kabarettist und Schauspieler.

## Leben und Wirken
Geza Weisz war seit den frühen 1920er Jahren Kleindarsteller und Kabarettist in Berlin, zuletzt auch an der Katakombe. Er trat auch am Theater in Inszenierungen von Max Reinhardt und Heinz Hilpert auf.
Ab 1926 erhielt er kleine, meist komische Rollen in Filmen. Weisz, der jüdischer Herkunft war, emigrierte nach der Machtergreifung der Nationalsozialisten 1933 in die Niederlande, wo er als Komiker am Kabarett Ping-Pong tätig wurde.
Während des Zweiten Weltkrieges wurde er verhaftet und zunächst in das Durchgangslager Westerbork, dann in das KZ Auschwitz gebracht, wo er ermordet wurde. Sein Sohn ist der holländische Filmregisseur Frans Weisz (geboren 1938), dessen Sohn Geza Weisz (geboren 1986) ist ebenfalls Schauspieler geworden.

## Filmografie (Auswahl)
- 1926: Junges Blut
- 1926: Das süße Mädel
- 1926: Die Abenteuer eines Zehnmarkscheines
- 1926: Das Panzergewölbe
- 1927: Deutsche Frauen – Deutsche Treue
- 1927: Die elf Teufel
- 1927: Der fröhliche Weinberg
- 1928: Schenk mir das Leben / Die Tränen der Ungeborenen
- 1928: Freiwild
- 1928: Majestät schneidet Bubiköpfe
- 1928: Flitterwochen
- 1929: Wir halten fest und treu zusammen
- 1929: Im Prater blüh’n wieder die Bäume
- 1929: Zwischen vierzehn und siebzehn
- 1930: Hokuspokus
- 1930: Dolly macht Karriere
- 1931: Schatten der Manege
- 1931: Der Tanzhusar
- 1931: Schachmatt
- 1931: Sein Scheidungsgrund